# Earl’s Croome
Earl’s Croome – wieś w Anglii, w hrabstwie Worcestershire, w dystrykcie Malvern Hills. Leży 13 km na południe od miasta Worcester i 156 km na północny zachód od Londynu.